# Klein Luckow
Klein Luckow este o comună din landul Mecklenburg - Pomerania Inferioară, Germania.